# Metaphileurus lacunosus
Metaphileurus lacunosus är en skalbaggsart som beskrevs av Hermann Burmeister 1847. Metaphileurus lacunosus ingår i släktet Metaphileurus och familjen Dynastidae. Inga underarter finns listade i Catalogue of Life.